# Anton Perkovič
Anton Perkovič (21. května 1916 – 12. července 2006) byl slovenský a československý politik Komunistické strany Slovenska a poúnorový poslanec Národního shromáždění ČSSR a Sněmovny lidu Federálního shromáždění.

## Biografie
Ve volbách roku 1960 byl zvolen za KSS do Národního shromáždění ČSSR za Středoslovenský kraj. Mandát obhájil ve volbách v roce 1964. V Národním shromáždění zasedal až do konce jeho funkčního období v roce 1968.
V letech 1955–1970 se uvádí jako účastník zasedání Ústředního výboru Komunistické strany Slovenska. 13. sjezd KSČ ho zvolil za člena Ústředního výboru Komunistické strany Československa. K roku 1968 se profesně uvádí jako předseda ONV z obvodu Žilina-okolie.
Po federalizaci Československa usedl roku 1969 do Sněmovny lidu Federálního shromáždění (volební obvod Žilina-okolie), kde setrval do konce volebního období, tedy do voleb v roce 1971.